# جرمانا

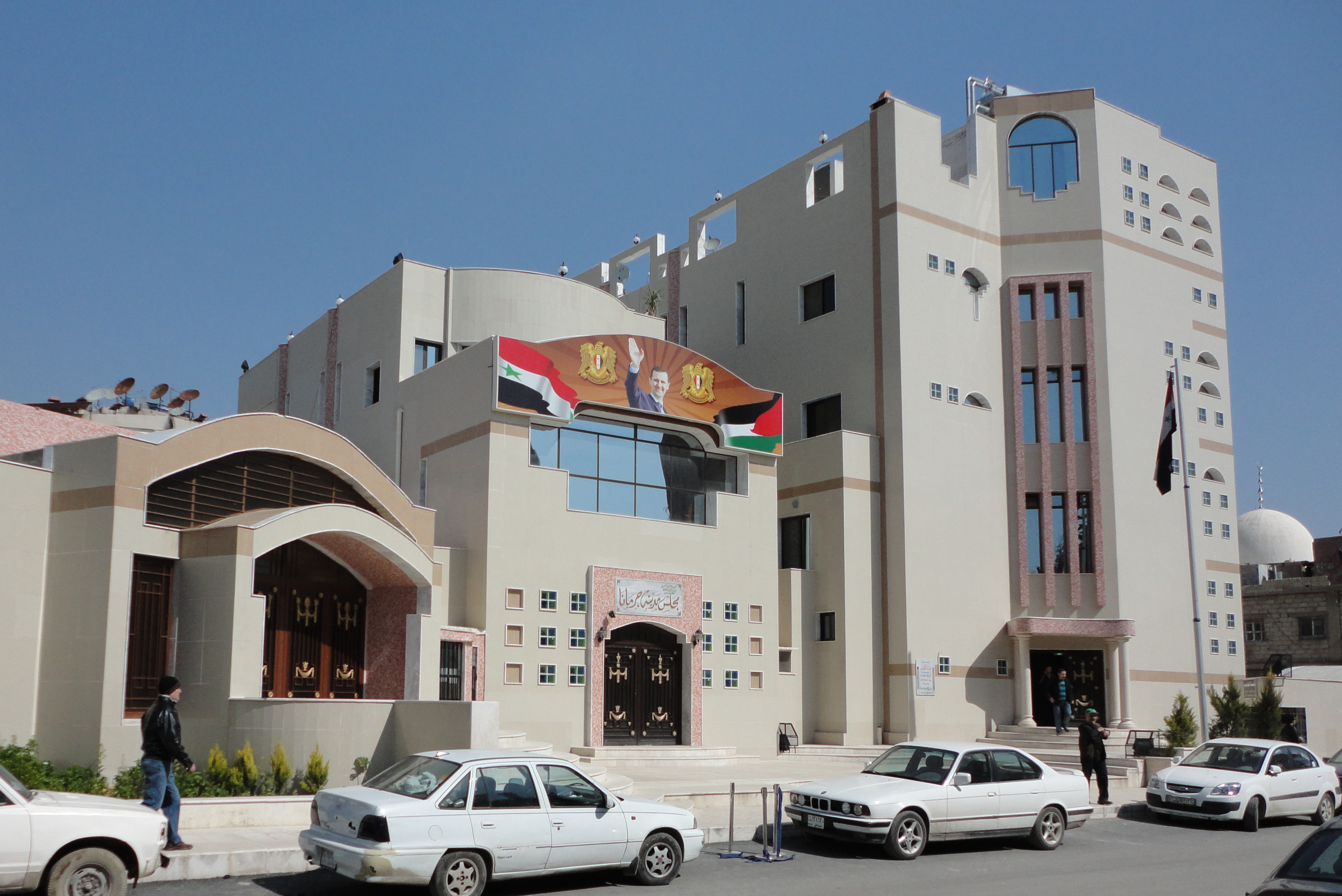
مجلس مدينة جرمانا.

مدينة جرمانا مدينة سورية ومركز ناحية جرمانا في محافظة ريف دمشق بلغ عدد سكانها 114,363 نسمة في عام 2004 حسب إحصاء المكتب المركزي للإحصاء. تقع على أطراف دمشق في الجنوب الشرقي وتصلها بدمشق منطقة الكباس والدويلعة وتبعد عنها مسافة 3ميل تقريبا 5كم، كانت جرمانا في السابق مدينة ريفية لأن قسماً كبيراً منها يتوسط غوطة دمشق الشهيرة ببساتين الفاكهة، تحولت جرمانا اليوم إلى مدينة عصرية حديثة بعمارتها وشوارعها وأسواقها.

## أصل التسمية والتاريخ
جرمانا كلمة آرامية تعني الرجال الأشداء، ذكرها ياقوت الحموي في معجم البلدان فقال: جرمانا بالفتح وبين الألفين نون وهي من نواحي غوطة دمشق، وذكرها الكثير من المؤرخين ومنهم ابن بطوطة والظاهري ويعود تاريخها إلى العصور القديمة.

## السكان والاقتصاد
كان عدد سكان جرمانا عام 1959 حوالي أربعة آلاف نسمة «من طائفة الدروز» وتزايد العدد ومنذ ذلك الوقت بدأت الهجرة المكثفة من السويداء وبشكل أقل من باقي المحافظات السورية إلى جرمانا لتصل الآن إلى أكثر من 650 ألف نسمة «أغلبهم من الدروز والمسيحيين»، وبعد الحرب في العراق تزايد العدد مع وجود جالية عراقية كبيرة فيها وقد تزايد عدد السكان فيها بشكل ملحوظ بعد بدء الأزمة السورية 2011 خصوصًا من المناطق المجاورة المشتعلة.

### المهن المعروفة
- التجارة: حيث تمتد الأسواق بطول المدينة وعرضها وتشكل حركة تجارية نشطة جداً، كما أنه تم افتتاح مركز تجاري (مول) في المدينة.
- الصناعة: هناك العديد من المنشآت الصناعية والمعامل إضافة للصناعات المعتمدة على الزراعة.
- الزراعة: كانت مدينة جرمانا عبارة عن قرية صغيرة وتُحيط بها بساتين المزارعين من أبناء المدينة إلا أنه مع التوسع العمراني والسكاني اختفت هذه المهنة تقريباً.

## بعض أسماء أحياء وشوارع جرمانا
- شارع القوس
- حي النهضة
- حي القريات
- حي كرم صمادي
- حي البلدية
- دف الصخر
- حي المزارع
- ساحة الرئيس: ويتفرع عنها شارع الباسل، والكورنيش الشمالي
- حي الروضة
- حي الجمعيات
- حي الوحدة
- حي الدخانية
- حي البيدر
- حي الخضر
- حي الحمصي
- حي الجناين
- حي النسيم

## أسماء بعض الأماكن الدينية المسيحية
دير إبراهيم الخليل للروم الكاثوليك _ القوس

دير وكنيسة القديس جرمانوس للروم الكاثوليك _ الجناين

كنيسة القديس بايسيوس الآثوسي للروم الأرثوذكس _ المزارع 

كنيسة القديس أنطونيس الكبير للروم الأرثوذكس _ البلدية

كنيسة مار يعقوب البرادعي للسريان الأرثوذكس _ البلدية 

كنيسة مار يوسف البتول للسريان الكاثوليك _ دوار الباسل

كنيسة يسوع نور العالم الإنجيلية _ شارع الباسل 

كنيسة الكلمة الإنجيلية المعمدانية _ الجناين 

كنيسة ماران آثا الإنجيلية الحرة _ الوحدة 

كنيسة المعمدانية الإنجيلية _ البلدية

كنيسة القديسين الشرق أوسطيين _ الوحدة

## أسماء بعض الأماكن الدينية الإسلامية
مقام الخضر _ الخضر

جامع النور _ الجمعيات 

جامع الشيخ محمد الأقرع _ الحمصي